# تاتیانا شرببک
تاتیانا شرببک (روسی: Татьяна Щербак؛ زادهٔ ۲۲ اکتبر ۱۹۹۷) بازیکن فوتبال اهل روسیه است.
وی همچنین در تیم ملی فوتبال زنان روسیه بازی کرده‌است.